# محاصره عکا (۱۲۹۱)
محاصره عکا نبردی بود که در سال ۱۲۹۱ میلادی رخ داد و موجب تصرف عکا توسط ممالیک شد. این نبرد یکی از مهمترین نبردهای آن برههٔ زمانی شناخته می‌شود. با وجود این که جنبش مسیحیان تا چند دههٔ دیگر ادامه داشت ولی تصرف عکا توسط ممالیک مسلمان موجب پایان سلطهٔ صلیبی‌ها بر سرزمین شامات شد. با سقوط عکا صلیبی‌ها آخرین قلعهٔ مستحکم پادشاهی اورشلیم را از دست دادند. با این وجود آن‌ها آخرین قلعهٔ خود که در شهر طرطوس بود را حفظ و جزیرهٔ کوچک ارواد را تصرف کردند ولی با سقوط  ارواد در سال ۱۳۰۲، صلیبی‌ها دیگر بر هیچ قسمتی از سرزمین مقدس تسلطی نداشتند.
تا سال ۱۲۹۰ میلادی گستره پادشاهی اورشلیم تنها به چند قلعه در خط ساحلی تقلیل یافته بود. همان سال ناآرامی‌های پدید آمده در عکا، مستحکم‌ترین قلعه صلیبیون، الاشرف، مملوک مصر را ترغیب به صورت دادن تهاجم به آن کرد. سپاه ممالیک متشکل از ۶۰ هزار سوار و ۱۰۰ هزار پیاده، از روز ۶ آوریل سال ۱۲۹۱ میلادی عکا را به محاصره خود گرفت. امالریک، برادر آنری دوم، پادشاه اورشلیم، پادگان مسیحی شهر متشکل از حدود هزار سوار و ۱۵ هزار پیاده، را رهبری می‌کرد. با وجود آتش سنگین ادوات محاصره ممالیک، مدافعان سرسختانه مقاومت می‌کردند. شاه آنری خود روز ۴ مه با ۱۰۰ شوالیه و دو هزار پیاده از قبرس فرا رسید اما این نیروی کمکی برای برگرداندن توازن به نفع صلیبیون کافی نبود. دیوار بیرونی روز ۱۵ مه سقوط کرد. نیروهای ممالیک در یک تهاجم کلی سه روز بعد به دروازه‌های داخلی حمله بردند و وارد شهر شدند. پس از یک نبرد خیابانی، تا پایان روز پیروزی اذعان ممالیک شد. پادشاه اورشلیم به همراه برادرش و تعداد اندکی از اشراف به قبرس گریختند. بیشتر مدافعان در درگیری‌ها کشته شدند و مابقی به اسارت درآمدند. ممالیک استحکامات شهر را منهدم کردند.

## پیش زمینه
مهم‌ترین عامل تضعیف مسیحی‌ها شکست در نبرد حطین در سال ۱۱۸۷ میلادی بود که موجب تصرف اورشلیم توسط صلاح‌الدین ایوبی شد. در آن سال صلاح الدین موفق شد بخش عمده‌ای از پادشاهی اورشلیم که شامل اورشلیم و عکا نیز می‌شد را تصرف کند. این اتفاقات موجب آغاز جنگ صلیبی سوم و سقوط عکا در سال ۱۱۹۱ میلادی به دست صلیبیون شد. این نبرد اصلی‌ترین نبرد جنگ صلیبی سوم و بعد از آن عکا نزدیک به صد سال پایتخت پادشاهی اورشلیم بود. شوالیه‌های معبد و شوالیه‌های هوسپیتالر که نقش بزرگی در تصمیمات نظامی و سیاسی مسیحیان داشتند مقر فرماندهی خود را به عکا یا نزدیکی آن انتقال دادند. هنگامی که مغول‌ها در اواسط سده سیزدهم به شام رسیدند مسیحیان آن‌ها را متحدانی بالقوه می‌پنداشتند ولی به احتیاط خود را در مقابل ممالیک مصر نسبت به مغول‌ها بی‌طرف نشان می‌دادند. سال ۱۲۶۰ میلادی باروونس عکا به لشکریان ممالیک اجازه داد تا با عبور از این شهر به الجلیل رفته و در نبرد نبرد عین جالوت با مغول‌ها بجنگند.
در هر حال روابطی که مسیحیان با ممالیک داشتند پایدار نبود. زمانی که حکومت ممالیک در سال ۱۲۵۰ میلادی در مصر تشکیل شد خطری جدی‌تر از ایوبیان مسیحیان را تهدید می‌کرد زیرا ممالیک دارای سواره نظامی بسیار عظیم و نیرومندتر بودند. پس از پیروزی ممالیک در نبرد عین جالوت لشکر آن‌ها به فرماندهی ظاهر بیبرس به اراضی صلیبیون حمله کردند. سال ۱۲۵۶ میلادی شهرهای قیصریه، حیفا و آرسوف به تصرف ممالیک درآمد و سال بعد همه دژهای مسیحی‌ها در الجلیل و در سال ۱۲۶۸ میلادی انطاکیه نیز سقوط کرد.

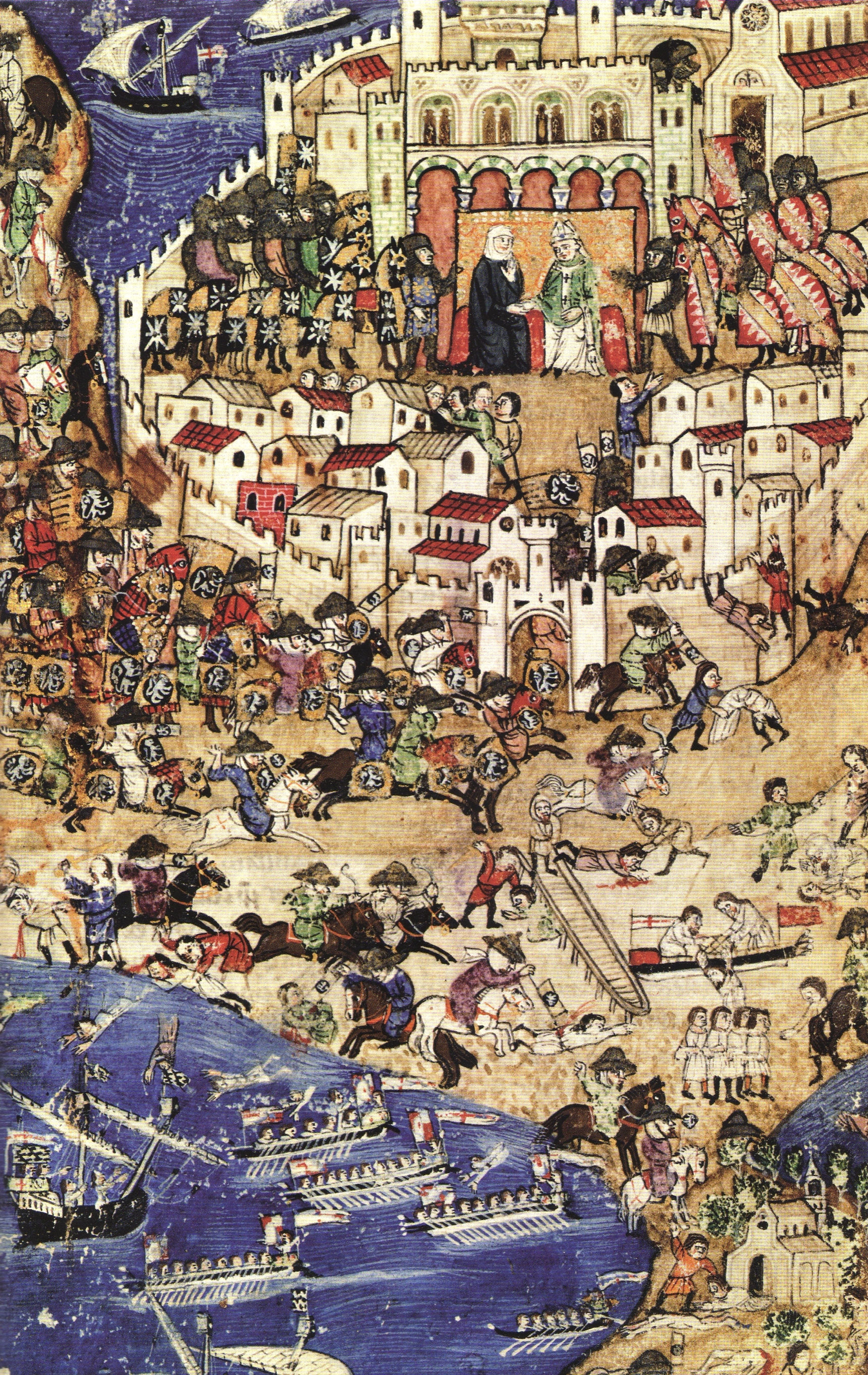
نبرد طرابلس (۱۲۸۹)

به منظور جبران این شکست‌ها گروه‌های کوچکی از مسیحیان اروپا را به سمت سرق ترک کردند. محاصره تونس در سال ۱۲۷۰ میلادی توسط لویی نهم طی جنگ صلیبی هشتم یکی از این لشکرکشی‌ها بود. جنگ صلیبی نهم که توسط ادوارد یکم در سال‌های ۱۲۷۱–۷۲ میلادی به پا شد یکی دیگر از آن‌ها بود. هیچ یک از این جنگ‌ها کمک چشمگیری به صلیبیون محاصره شده نکرد زیرا لشکرهای اعزامی بسیار کم‌تعداد و مدت زمان جنگ‌ها بسیار کوتاه بود. پاپ گریگوری دهم تلاش بسیاری برای تشویق فرماندهان به لشکر کشی مجدد انجام داد ولی تلاش او مثمر ثمر واقع نشد.
سال ۱۲۷۶ میلادی با عقب‌نشینی هنری دوم اورشلیم از فلسطین به قبرس اوضاع داخلی و خارجی صلیبی‌ها را وخیم تر کرد. سال ۱۲۷۸ میلادی لاذقیه و سال ۱۲۸۹ میلادی شهر طرابلس سقوط کردند. سال ۱۲۹۰ سلطان قلاوون، فرمانروای ممالیک عکا را محاصره کرد ولی در ماه نوامر درگذشت و پسرش اشرف خلیل به جای او بر کرسی سلطنت تکیه زد.

## محاصره
قلاوون پدر اشرف خلیل در سال ۱۲۸۹ کنت‌نشین تریپولی را فتح کرده بود و در ۱۲۹۰ به سمت عکا لشکر کشید ولی قبل از حمله در ماه نوامر مرد و پسرش، اشرف خلیل، تصمیم به ادامهٔ حمله گرفت. او نامه‌ای به استاد معبد نوشت و حملهٔ خود را به اطلاعش رساند و از او خواست نامه یا هدیه‌ای برای منصرف ساختنش از حمله ننویسد.
ولی نمایدگانی از عکا به سر دستگی فیلیپ ماینبوف همراه با هدایایی به قاهره فرستاده شد و از اشرف خلیل تقاضا کردند که به عکا حمله نکند. اشرف خلیل هدایا را نپذیرفت و فرستادگان را زندانی کرد.

### نیروها
اشرف خلیل ارتشی متشکل از نیروهای مصری و سوری در اختیار داشت که شامل داوطلبان نیز می‌شد.ارتش او مجهز به منجنیق‌های بزرگی بود. چهار لشکر متحد او از شهرهای دمشق، حمات، طرابلس و کرک به سوی عکا حرکت کردند تا در آنجا به لشکر اشرف خلیل بپیوندند.

### تقاضای کمک صلیبی‌ها از اروپاییان
فرمانروی عکا از جدیت اوضاع آگاه بود او از اروپا تقاضای کمک کرد ولی در این کار چندان موفق نبود. ادوارد یکم گروه کوچکی از شوالیه‌ها را به کمک آن‌ها فرستاد. فرمانده ارشد شوالیه‌های تتونیک استعفا داد و مخفیانه به اروپا گریخت. تنها کمک چشم‌گیری که به صلیبی‌ها شد از جانب هنری دوم اورشلیم بود که گروهی را برای تقویت قلعه و لشکری به فرماندهی برادرش را به عکا فرستاد.

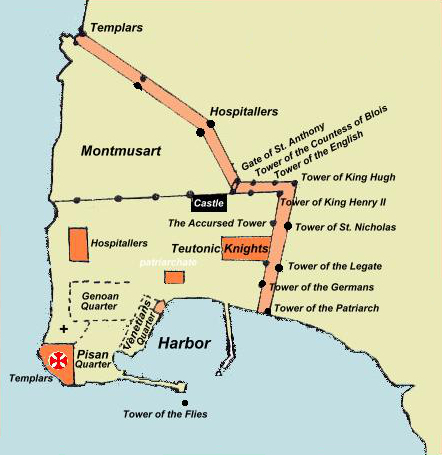
نقشهٔ عکا در ۱۲۹۱

### استحکامات
دژ عکا شامل دو لایه دیوار ضخیم و دوازده برج بود که توسط پادشاهان اروپایی و زوار ساخته شده بود.

### آغاز محاصره
در ۵ آوریل ۱۲۹۱ به پشت دروازه‌های عکا رسیدند. ارتش حمات در مقابل برج شوالیه‌های معبد موضع گرفتند و لشکریان مسلمان کل دیوار شهر را محاصره کردند. خیمهٔ سلطان را بر روی تپه‌ای کنار ساحل که مشرف به برج نمایندهٔ پاپ بود برپا کردند. هر دو طرف به مدت هشت روز به صورت تن به تن به یکدیگر جنگیدند. بعد از روز هشتم مسلمانان در حالی که دیوار را هدف کشکنجیر قرار دادند، اقدام به پیشروی به سوی شهر کردند تا این که به لبهٔ دیوار رسیدند. با و جود پشتیبانی‌های مستمری که از جانب قبرس به عکا می‌رسید صلیبی‌ها در مقابل ارتش اشرف خلیل حرفی برای گفتن نداشتند. در شبانگاه ۱۵ام آوریل شوالیه‌های معبد به‌طور ناگهانی به اردوگاه لشکر حماتی یورش بردند اما با گیر کردن پای اسب‌هایشان بین طناب‌های چادرها بسیاری از آن‌ها گیر افتاده و کشته شدند. چند شب بعد شوالیه‌های هوسپیتالر نیز به‌طور شبانه حمله کردند که آن هم سرانجام خوبی برای صلیبی‌ها نداشت. در ۵ام می با رسیدن لشکر هنری دوم همراه به ۴۰ کشتی امیدها در میان صلیبیان زنده شد؛ ولی این کار هم تفاوتی در اوضاع آن‌ها به وجود نیاورد.

### مذاکره
مسیحی‌ها پیکی نزد اشرف خلیل فرستادند. اشرف خلیل از آن‌ها کلید شهر را درخواست کرد ولی آن‌ها گفتند که برای تسلیم شدن نیامده اند و حاضر نیستند شهر را به آسانی تسلیم کنند و از او می‌خواهند به مردمان ساکن شهر رحم کند همچنین حاضرند در قبال خسارت‌هایی که مسیحیان به مسلمانان وارد کرده‌اند به آن‌ها غرامت بدهند. الخلیل در پاسخ آن‌ها گفت تنها در صورتی که شهر را به صورت مسالمت‌آمیز تسلیم او کنند حاضر است به همهٔ ساکنان آن رحم کند ولی مذاکره کنندگان این درخواست را رد کردند. هم‌زمان که آن‌ها در حال مذاکره بودند سنگ بزرگی که از منجنیقی در داخل شهر پرتاب شده بود کنار خیمهٔ اشرف خلیل فرود آمد. مذاکره کنندگان خلیل را متقاعد کردند که مسیحیان تندروی حاضر در شهر با مذاکره مخالفند و این سنگ را آن‌ها پرتاب کرده‌اند و او نیز به آن‌ها اجازه داد تا به شهر برگردند.

### سقوط برج‌ها
از هشتم می برج‌های عکا یکی پس از دیگری شروع به فروریختن کردند. در سحرگاه ۱۸ می اشرف خلیل با نواختن شیپور جنگ و طبل به نیروهای خود فرمان داد که با تمام قوا حمله کنند. شب قبل از آن روز مسیحیان از حمله آگاه شده بودند و در تاریکی شد ۳۰۰۰ شوالیه فرار کرده خود به قبرس گریخت.
با طلوع آفتاب در روز بعد حمله از سرگرفته شد و مسلمانان متوجه کم شدن تعداد جنگجویان قبرسی شدند. الخلیل به سربازان خود دستور داد خندق را پر کنند به سواره نظام بتواند از آن عبور کند. سرانجام مسلمانان از دیوارها گذشتند. هنری دوم و فرمانده شوالیه‌های هوسپیتالر با دیدن وخامت اوضاع سوار بر اسب‌های خود از شهر فرار کردند و در حین این درگیری‌ها ویلیام بوئرو فرمانده شوالیه‌های معبد نیز کشته شده بود. با این اوضاع مسلمانان اکنون بر داخل خیابان‌ها و کوچه‌های شهر با سربازان بازمانده و فرمانروای شهر می‌جنگیدند که باعث به وجود آمدن اوضاع بسیار وحشتناکی شده بود و مردم غیرنظامی از ترس جان خود به داخل دریا می‌پریدند.

### تصرف کامل شهر
قبل از فرارسیدن شب ۱۸ می بعد از این که صد سال تحت سلطهٔ صلیبی‌ها بود بعد از ۴۳ روز محاصره به تصرف ممالیک درآمد. تنها بخشی از شهر که در دست مسیحیان باقی ماند مقر فرماندهی شوالیه‌های معبد در ساحل غربی شهر بود. پس از یک هفته فرمانده شوالیه‌های معبد با الخلیل به توافق رسیدند که همهٔ شوالیه‌های معبد و افرادی که در مقر فرماندهی آن‌ها پنهان شده‌اند به قبرس منتقل شوند ولی افراد الخلیل که برای نظارت بر انتقال مسیحیان به قبرس به مقر شوالیه‌های معبد رفته بودند اقدام به جمع‌آوری زنان و کودکان فروش آن‌ها در بازار برده‌ها کردند و با مخالفت شوالیه‌ها رو به رو شدند که موجب برهم خوردن روند انتقال شد. شباهنگام تیبود گودین فرمانده جدید شوالیه‌های معبد به همراه تعدادی از یاران خود به صیدا رفت گریخت. صبح روز بعد نمایندگانی از افراد بازمانده نزد سلطان رفتند تا مجدداً با او مذاکره کنند ولی مسیر دستگیرشده و توسط افراد سلطان اعدام شدند. زمانی که شوالیه‌های باقی‌مانده از سرنوشت نمایندهٔ خود آگاه شدند اقدام به مبارزه با مسلمانان کردند. روز ۲۸ می زمانی که مسلمانان دیوار مقر فرماندهی شوالیه‌ها را فرو ریختند سلطان به ۲۰۰ تن از افرادش دستور داد تا به داخل آن یورش ببرند. همهٔ صلیبی‌های حاضر در مقر و نیمی از افراد سلطان در این درگیری کشته شدند.
خبر پیروزی اشرف خلیل به دمشق و قاهره رسید؛ و اشرف خلیل دستور داد تا در دمشق جشنی به پا کنند و فرماندهان و شوالیه‌های دستگیرشده در عکا را به مردم شهر نشان دهند. بعد از جشن در دمشق الخلیل به قاهره رفت و در آنجا نیز جشنی به پا کردند.